# کاکتوس سن رافائل
کاکتوس سن رافائل (نام علمی: Pediocactus despainii) نام یک گونه از سرده کاکتوس‌های دشتی است.